# دم‌بلند سرسفید
دم‌بلند سرسفید (نام علمی: Trachypithecus poliocephalus) نام یک گونه از زیرخانواده کوتاه‌شستیان است.